# Poloniko
Poloniko, italienisch Polonico, war ein österreichisches Volumenmaß für Getreide und galt in Triest.
- 1 Poloniko =  ⅓ Staro = 1245 Pariser Kubikzoll = 24 ⅔ Liter[1]